# Cataclysm (Ultimate Marvel)
Cataclysm: The Ultimates' Last Stand — серия комиксов издательства Marvel Comics. Действие разворачивается во вселенной Ultimate. Cataclysm является продолжением кроссовера Age of Ultron, развернувшегося в основной вселенной Marvel. В конце этого сюжета Галактус попадается в Ultimate-вселенную. История была опубликована в двух частях: Hunger, события которого разворачивались в космосе, и The Ultimates' Last Stand, на Земле. Вторая часть была тесно связана с тремя основными на момент выхода сериями: Ultimate Comics: Spider-Man, Ultimate Comics: X-Men и Ultimate Comics: The Ultimates. В дальнейшем был выпущен ваншот Survive!, повествующей о последствиях серии. После выхода Cataclysm серии Ultimates Comics: X-Men и Ultimates Comics: The Ultimates были закрыты. Их заменили All-New Ultimates и Ultimate FF. Комикс Ultimates Comics: Spider-Man был переименован в Miles Morales: Ultimate Spider-Man.

## История
Минисерия Hunger была написана Джошуа Хейлом Фиалковом и проиллюстрирована Леонардом Кирком, ранее работавшими над серией Ultimates. Фиалков отметил, что является большим поклонником Галактуса и его создателя Джека Кёрби. По словам Фиалква, представители вселенной Ultimate отличались своей приземлённостью, поэтому он планировал использовать Галактуса, чтобы супергерои Земли столкнулись с врагом, к появлению которого были бы совершенно не готовы: «Надеюсь, мне удастся привнести нечто удивительное в Ultimate-вселенную... современный и реалистичный мир, созданный Брайаном». В Hunger большое внимание было уделено персонажам с космическими силами, в частности главному протагонисту Рику Джонсу: «Брайан создал свежий и интересный взгляд на Рика Джонса, подойдя к его образу с умом и чувством юмора. Он, как и Человек-паук, руководствуется принципом, что с великой силой приходится великая ответственность, однако ему просто хочется веселиться и быть таким, как все». Также Фиалков заявил, что при написании сюжета ознакомился со всеми последними событиями, произошедшими во вселенной Ultimate, и стремился создать историю, не похожую на остальные. 
В 2013 году активно ходили слухи о закрытии Ultimate-вселенной, которые подпитывались названием грядущего кроссовера, а также воссоединением Брайана Майкла Бендиса и Марка Багли, стоящих у истоков Земли-1610. Сотрудничество Бендиса и Багли началось в 2000 году, во время работы над серией Ultimate Spider-Man. В ответ на вопрос о закрытии вселенной Ultimate, редактор Марк Паничча отметил, что в названиях большого количества комиксов не всегда даётся чёткое представление о сюжете. Сам Бендис в своём аккаунте Tumblr опроверг эти слухи. 

## Сюжет
Галактус попадает во вселенную Ultimate Marvel. Когда он пересекает портал, рой Га Лак Тус ощущает его энергию и переходит в подчинение к нему. Он уничтожает инопланетные расы крии и читаури, в результате чего ему противостоят Мар-Велл, Рик Джонс (с силами, предоставленными ему Наблюдателями) и Серебряный Искатель. Мар-Велл умирает, подвергаясь нападению роя, но Рик Джонс забирает его костюм и активирует бомбу, которая уничтожает рой. Рик Джонс и останки роя попадают в другое измерение, и Галактус направляется на планету Земля, убивая Вижен в процессе. Увидев реальность, из которой пришёл Галактус, Вижен удаётся послать загадочное послание на Землю, в котором она просит Алтимейтс объединиться с Ридом Ричардсом, прежде чем она умирает.
Галактус оказывается слишком могущественным для Алтимейтс и военных сил. Те, осознав безвыходность их положения, объединяют усилия с неопытным Майлзом Моралесом, вставшим на путь зла Ридом Ричардсом и изгоями Людьми Икс. Тони Старк обнаруживает, что Галактус пробыл из альтернативной реальности, поэтому Ричардс и Моралес отправляются туда, чтобы найти информацию о том, как его остановить. Прибыв на Землю-616, они пробираются в здание Бакстера и добывают информацию о Галактусе, который был ранее остановлен Ричардсом из этой реальности. Их обнаруживает Валерия Ричардс, которая понимает, что Рид из Ultimate-вселенной не является её отцом и задействует протоколы охраны, однако обоим удаётся сбежать.
План Алтимейтс приводится в действие: Китти Прайд принимает сыворотку Великана, чтобы уничтожить машину Галактуса и атаковать его в своей гигантской форме. Также Алтимейтс используют Джин Грей для телепатического чтения стратегии Галактуса, но когда тот ощущает проникновение, то переходит в нападение. Стив Роджерс жертвует собой, чтобы выиграть для Алтимейтс достаточно времени для контратаки. В то время как Галактусу удаётся серьезно навредить Прайд, несмотря на её нематериальность, её жертва в конечном итоге оправдывается: Ричардс открывает портал в Негативную Зону, намереваясь отправить Галактуса туда, где тот будет голодать без энергии. Галактус сопротивляется притяжению портала, который едва не разрывает реальность из-за длительного открытия, однако Тор жертвует собой, чтобы протолкнуть Галактуса вовнутрь. Старк и Ричардс находят в себе силы закрыть портал, тогда как Тор остаётся внутри.

## Приём
- Cataclysm: The Ultimates' Last Stand #1 имеет рейтинг 7,5 из 10 от IGN[5].
- Cataclysm: The Ultimates' Last Stand #2 имеет рейтинг 7,0 из 10 от IGN[6].
- Cataclysm: The Ultimates' Last Stand #4 имеет рейтинг 5,0 из 10 от IGN[7].
- Cataclysm: The Ultimates' Last Stand #5 имеет рейтинг 5,5 из 10 от IGN[8].